# Muta vocale

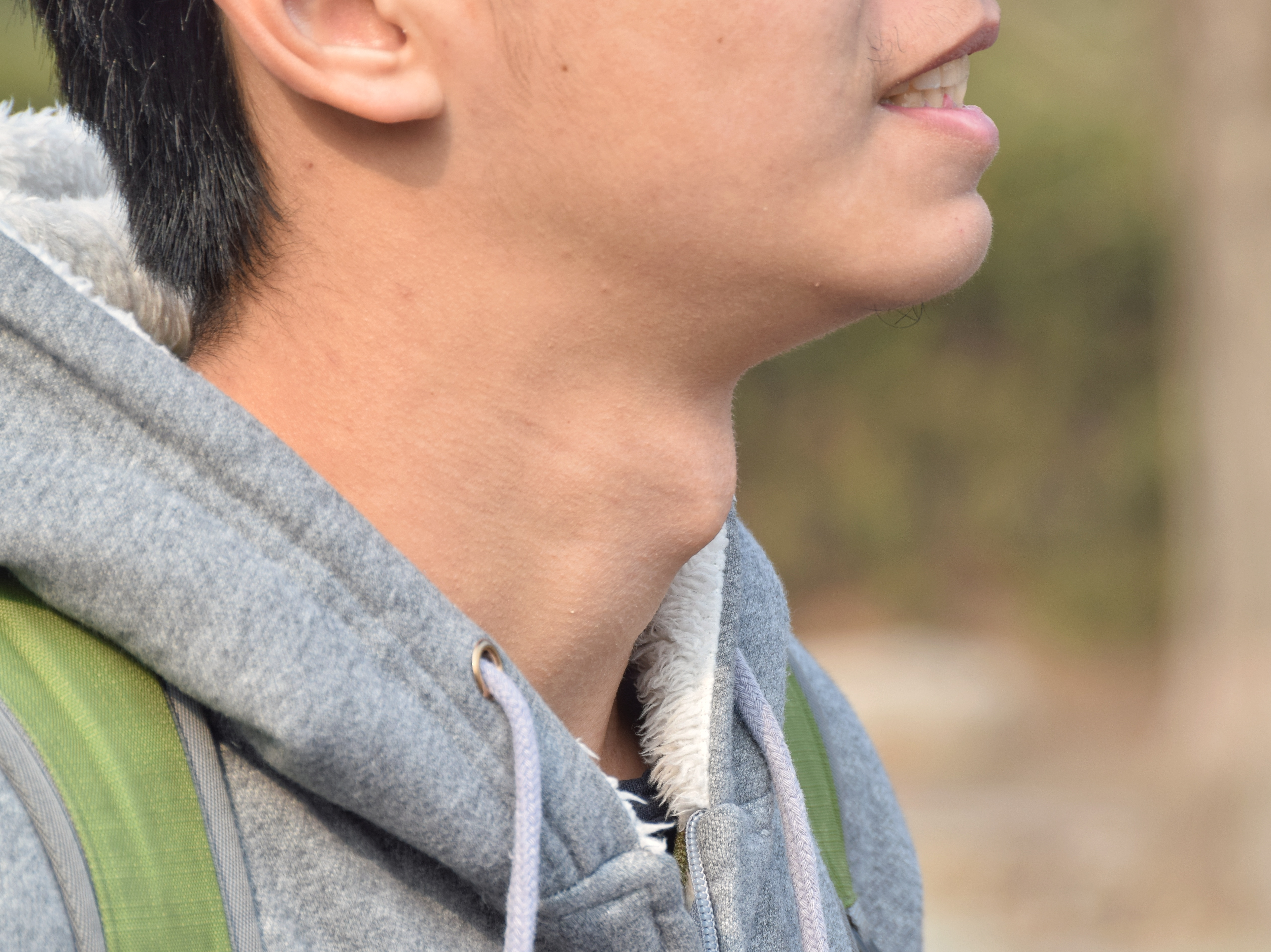
Pomo di Adamo in un giovane.

Muta vocale è il termine con cui, in biologia, si indica il cambio di voce che ha luogo durante la pubertà, soprattutto nei maschi. La voce maschile scende di circa un'ottava tra l'undicesimo ed il sedicesimo anno di età, quella femminile di circa due toni tra il decimo ed il quindicesimo anno.

## Aspetti anatomici
La differenza tra i due sessi è dovuta al fatto che gli organi umani reagiscono particolarmente alle sollecitazioni del testosterone. A causa degli influssi ormonali aumentano le dimensioni della laringe; si inspessiscono le pareti di tessuto cartilagineo ed emerge in superficie il pomo d'Adamo, mentre si allungano ed inspessiscono le corde vocali.
Il cambiamento è causato, seppure indirettamente, dallo sviluppo degli organi genitali che producono il testosterone. 

## Aspetti musicali: la castrazione

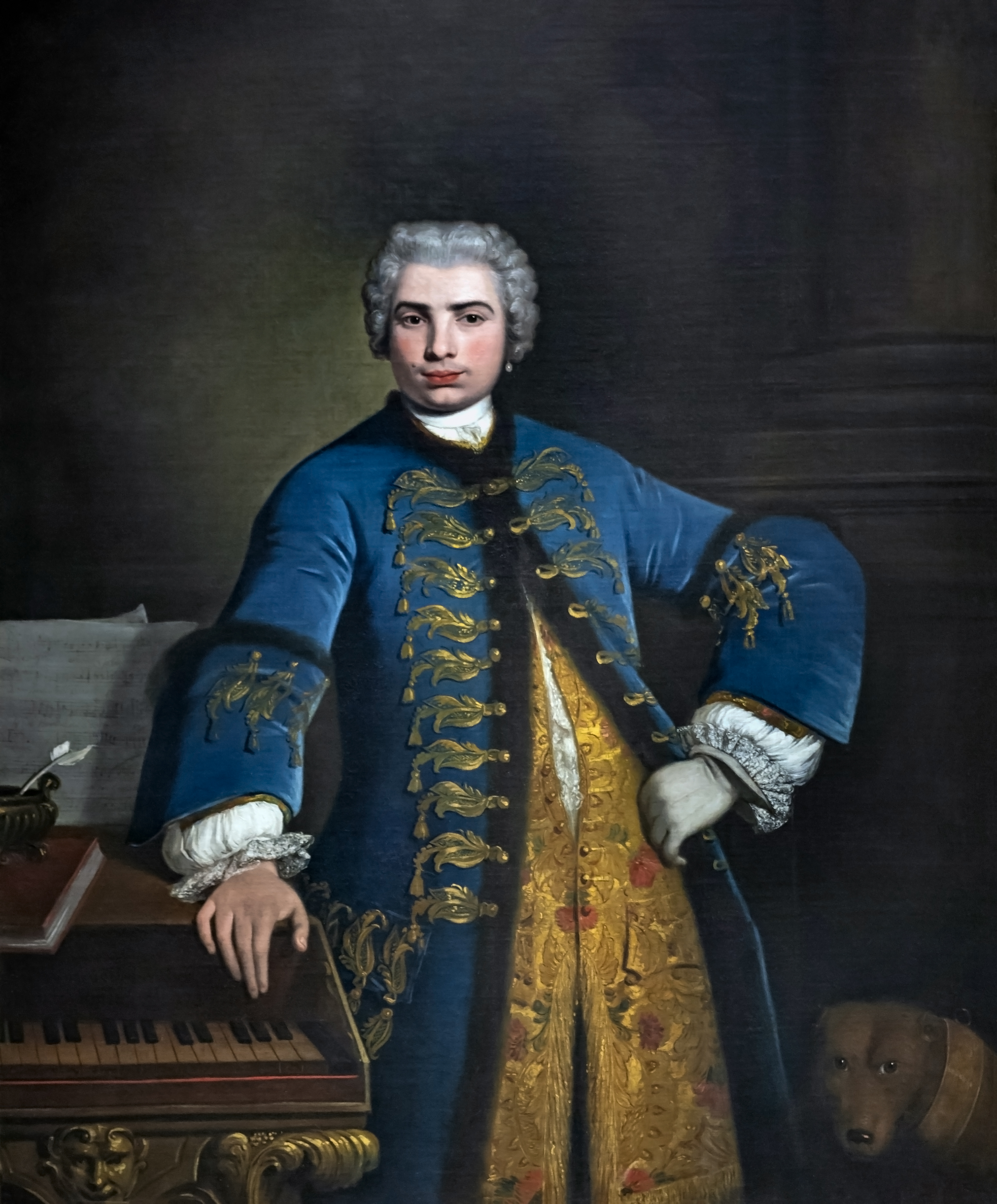
Farinelli. Bartolomeo Nazari 1734.

Soprattutto a partire dall'epoca barocca (ma anche in epoche precedenti), talora i bambini che aiutavano le loro famiglie grazie all'attività canora (voci bianche) venivano sottoposti a castrazione per evitare la muta vocale. Questo permetteva ai ragazzi di continuare la loro attività anche una volta entrati in età adulta, mantenendo i registri di soprano. Uno dei divi castrati più famosi di tutti i tempi fu indubbiamente Carlo Broschi, detto Farinelli. 
Grazie alla purezza della sua voce, il castrato poteva costituire una fonte di reddito, spesso assai importante proprio per le famiglie povere che finivano per sacrificare uno dei figli alla vita di cantante professionista.
Tuttavia, sono attestati casi di cantanti che, per ragioni ormonali non dovute a castrazione, non  hanno avuto mai la muta vocale mantenendo in età adulta il registro di soprano senza dover ricorrere al falsetto. Note sono ad esempio le voci del cantante jazz statunitense Jimmy Scott e, in tempi più recenti, del cantante classico moldavo Radu Marian.